# Brett Evans
Brett Lund Evans (ur. 8 marca 1982 w Johannesburgu) – południowoafrykański piłkarz grający na pozycji lewego obrońcy.

## Kariera klubowa
Karierę piłkarską Evans rozpoczął w klubie Maritzburg City. Następnie trenował w School of Excelence, a w 1998 roku został zawodnikiem Ajaksu Kapsztad. W sezonie 1999/2000 zadebiutował w jego barwach w Premier Soccer League i rozegrał w nim dwa mecze, w których zdobył jednego gola. Osiągnął też swój pierwszy sukces w karierze - zdobył Rothmans Cup. W sezonie 2000/2001 był już podstawowym zawodnikiem Ajaksu, jednak zespół na ogół zajmował miejsca w środku tabeli. W 2004 roku wywalczył z Ajaksem wicemistrzostwo RPA. W 2007 roku zdobył ABSA Cup, dzięki zwycięstwu 2:0 w finale nad Mamelodi Sundowns. W 2008 roku wygrał Telkom Knockout, a także po raz drugi w karierze został wicemistrzem kraju. Obecnie pełni funkcję kapitana Ajaksu Kapsztad.
| Sezon   | Klub          | Kraj              | Rozgrywki             | Mecze | Bramki |
| ------- | ------------- | ----------------- | --------------------- | ----- | ------ |
| 1999/00 | Ajax Kapsztad | Południowa Afryka | Premier Soccer League | 2     | 1      |
| 2000/01 | Ajax Kapsztad | Południowa Afryka | Premier Soccer League | 31    | 2      |
| 2001/02 | Ajax Kapsztad | Południowa Afryka | Premier Soccer League | 30    | 0      |
| 2002/03 | Ajax Kapsztad | Południowa Afryka | Premier Soccer League | 30    | 1      |
| 2003/04 | Ajax Kapsztad | Południowa Afryka | Premier Soccer League | 18    | 1      |
| 2004/05 | Ajax Kapsztad | Południowa Afryka | Premier Soccer League | 21    | 2      |
| 2005/06 | Ajax Kapsztad | Południowa Afryka | Premier Soccer League | 32    | 3      |
| 2006/07 | Ajax Kapsztad | Południowa Afryka | Premier Soccer League | 36    | 2      |
| 2007/08 | Ajax Kapsztad | Południowa Afryka | Premier Soccer League | 30    | 2      |
| 2008/09 | Ajax Kapsztad | Południowa Afryka | Premier Soccer League | 28    | 1      |
| 2009/10 | Ajax Kapsztad | Południowa Afryka | Premier Soccer League | 4     | 0      |

## Kariera reprezentacyjna
W reprezentacji RPA Evans zadebiutował 20 marca 2002 roku w przegranym 0:1 towarzyskim spotkaniu z Arabią Saudyjską. W 2008 roku został powołany przez Carlosa Alberto Parreirę do kadry na Puchar Narodów Afryki 2008. Tam był rezerwowym i rozegrał jedno spotkanie, z Tunezją (1:3). W swojej karierze ma za sobą występy w reprezentacjach młodzieżowych RPA.